# Potaro
Le Potaro est une rivière du Guyana, au nord de l'Amérique du Sud.
Le Potaro prend sa source au mont Ayanganna dans la sierra de Pacaraima, au nord de la savane du Rupununi. La rivière parcourt approximativement 225 km avant de rejoindre le fleuve Essequibo, le plus grand fleuve du Guyana.
Neuf chutes d'eau parsèment le Potaro, les plus notables étant les chutes de Kaieteur et les chutes de Tumatumari.
En 1930, un pont suspendu, le Denham Suspension Bridge traverse le fleuve. Ainsi « Deux îles » se rencontrent sur le Potatro.
De l'or et des diamants sont extraits de la rivière dans cette zone riche en minéraux.
Des milliers de grammes d'or ont été récupérés dans les cours d'eau.
Dans la première partie du XXe siècle, une extraction à petite échelle est faite de façon artisanale par des personnes appelées pork-knockers récupérant une quantité significative de gemmes diamantaires de cette zone et des courants. En fait les deux plus gros diamants ont été récupérés au Guyana l'un de 56,75 carats (11.35 g) venant de Little Uewang River et l'autre de 25,67 carats (5.134 g) de Maple Creek.
Le dragage illégal est un problème constant et l'éloignement rend la surveillance difficile.
La potarite est un minéral nommé d'après cette rivière, où il fut découvert par John B. Harrison en 1924.

## Colonies
Les villages tout du long du Potoro incluent Micobie, Tumatumari, Chenapau (au sud des chutes Kaieteur), Menzies Landing, à une vingtaine de minutes de marche au-dessus des chutes Kaiteur est la principale aire de rassemblement pour remonter la rivière.
L'amont de la rivière depuis les chutes du plateau du Potaro s'étire jusqu'à la sierra de Pacaraima.
Au milieu des années 1950, le premier barrage hydroélectrique a été construit sur les chutes Tumatumari par la British Guiana Consolidated Goldfields Limited. Son but était d'alimenter les dragues pour leurs opérations aurifères, cependant une grève prolongée des travailleurs a conduit à la fermeture. En 1976, le Guyana National Service mit en marche une des turbines afin de fournir de l'énergie au centre administratif jusqu'en 1987.

## Potaro Landing
La rivière Potaro est navigable jusqu'au Potaro Landing. Plus loin les courants, rapides et chutes d'eau rendent le voyage impossible par bateau. En 1933, le Denham Suspension Bridge ouvrit proche de Potaro Landing avec un accès raccourci aux mines intérieures,,. Un bateau à vapeur quotidien fait la liaison entre Tumaturi Landing à Potaro Landing pour les passagers et le fret. La population de Potaro Landing et sa zone était de 112 personnes en 2012.
Potaro Landing est situé aux coordonnées suivantes 5° 21′ 23″ N, 59° 07′ 07″ O.